# Anthomyia taprobanensis
Anthomyia taprobanensis este o specie de muște din genul Anthomyia, familia Anthomyiidae, descrisă de Ackland în anul 1988.
Este endemică în Sri Lanka. Conform Catalogue of Life specia Anthomyia taprobanensis nu are subspecii cunoscute.